# Ivana Ilić
Ivana Ilić (8 de junio de 2002) es una deportista de Serbia que compite en atletismo. Ganó una medalla de plata en el Campeonato Europeo de Atletismo Sub-20 de 2021, en la prueba de 100 m.